# Lady Godiva (Lefebvre)
Lady Godiva è un dipinto a olio su tela del pittore francese Jules Joseph Lefebvre, realizzato nel 1890 e oggi conservato al museo di Piccardia di Amiens.

## Storia
Il quadro, il cui soggetto era raro presso i pittori francesi, venne esposto al Salone del 1890 e ottenne un buon successo. Il critico Georges Lafenestre ammirò le "carnagioni fini e tenere" e la maniera con la quale "il signor Jules Lefebvre mostrò la sua scienza e la sua coscienza di disegnatore attento, il suo sentimento delicato ed elevato per la bellezza femminile".
La città di Coventry si offrì di acquistare il dipinto per una cifra considerevole, ma Jules Lefebvre preferì venderlo alla città di Amiens per un prezzo di quattro volte più basso, in riconoscimento dell'aiuto finanziario che gli era stato concesso dalla città per i suoi studi. Nel 2013-2014, dopo essere rimasto in deposito per molti decenni, il dipinto venne restaurato ed esposto nuovamente nel gran salone del museo di Piccardia.

## Descrizione
(La Nouvelle revue, 1890)
In quest'opera di grandi dimensioni (620 centimetri per 390) l'artista rappresentò un episodio leggendario della vita di Godiva, una dama anglosassone dell'undicesimo secolo, sposa del conte di Mercia Leofrico. Secondo quanto riportò un secolo dopo il monaco Ruggero di Wendover, Leofrico stava facendo soffrire i coventriani a causa delle tasse alte e Lady Godiva lo supplicò instancabilmente di abbassarle. Stufatosi delle sue richieste, Leofrico finì per dirle che avrebbe esaudito il suo desiderio solo dopo che lei avesse attraversato la città priva di qualunque veste. Godiva accettò e dopo la cavalcata leggendaria Leofrico mantenne la parola e abbassò le tasse.
Il dipinto rappresenta proprio questa cavalcata, ambientata in una via medioevale che è dominata da un castello fortificato, che si vede parzialmente nella sommità della composizione. Il personaggio principale della composizione è Godiva, coperta solo dai lunghi capelli biondi, che incrocia le braccia sul petto e chiude gli occhi. La donna (il cui volto potrebbe essere quello della modella Sarah Brown) siede su una sella sopra un cavallo bianco. Il cavallo è condotto da una servitrice dallo sguardo diffidente, che indossa un lungo mantello nero. Attorno al gruppo centrale svolazzano delle colombe. La via è priva di abitanti, così da permettere allo spettatore di vedere il cammino percorso dal convoglio, circondato da delle case medioevali. Le case presentano dei balconi con dei fiori di geranio e altri fiori moderni, e quindi si tratta di un anacronismo.